# Recettore A3 per l'adenosina
I recettori A3 adenosinici sono una classe di recettori purinergici accoppiati a proteine G. 
L'adenosina che legano è un modulatore e non un neurotrasmettitore, in quanto non contenuta in vescicole. L'adenosina funge da "metabolita di contrattacco" (in casi in cui l'apporto di ossigeno viene a mancare diminuisce di conseguenza l'apporto di ATP) e l'adenosina determina un aumento dell'ATP).
I recettori A3 sono coinvolti in numerosi processi: inibizione delle cicline e calo della crescita cellulare, citoprotezione e apoptosi nel sistema nervoso centrale, ruolo nel contrastare l'infiammazione. Modelli sperimentali sostengono un ruolo dei recettori A3 nell'angiogenesi e quindi nella crescita dei tumori (aumento della densità di questi recettori in tessuti tumorali).
Nei tumori, e in particolare in cellule ipossiche (dovute a una inappropriata vascolarizzazione), i recettori A3 sembrano essere maggiormente espressi. Questa sovraespressione provocherebbe angiogenesi, quindi la crescita tumorale. Non è tuttavia ancora stata dimostrata con certezza la correlazione tra questo tipo di recettori, infiammazione e tumori.